# Kručinka

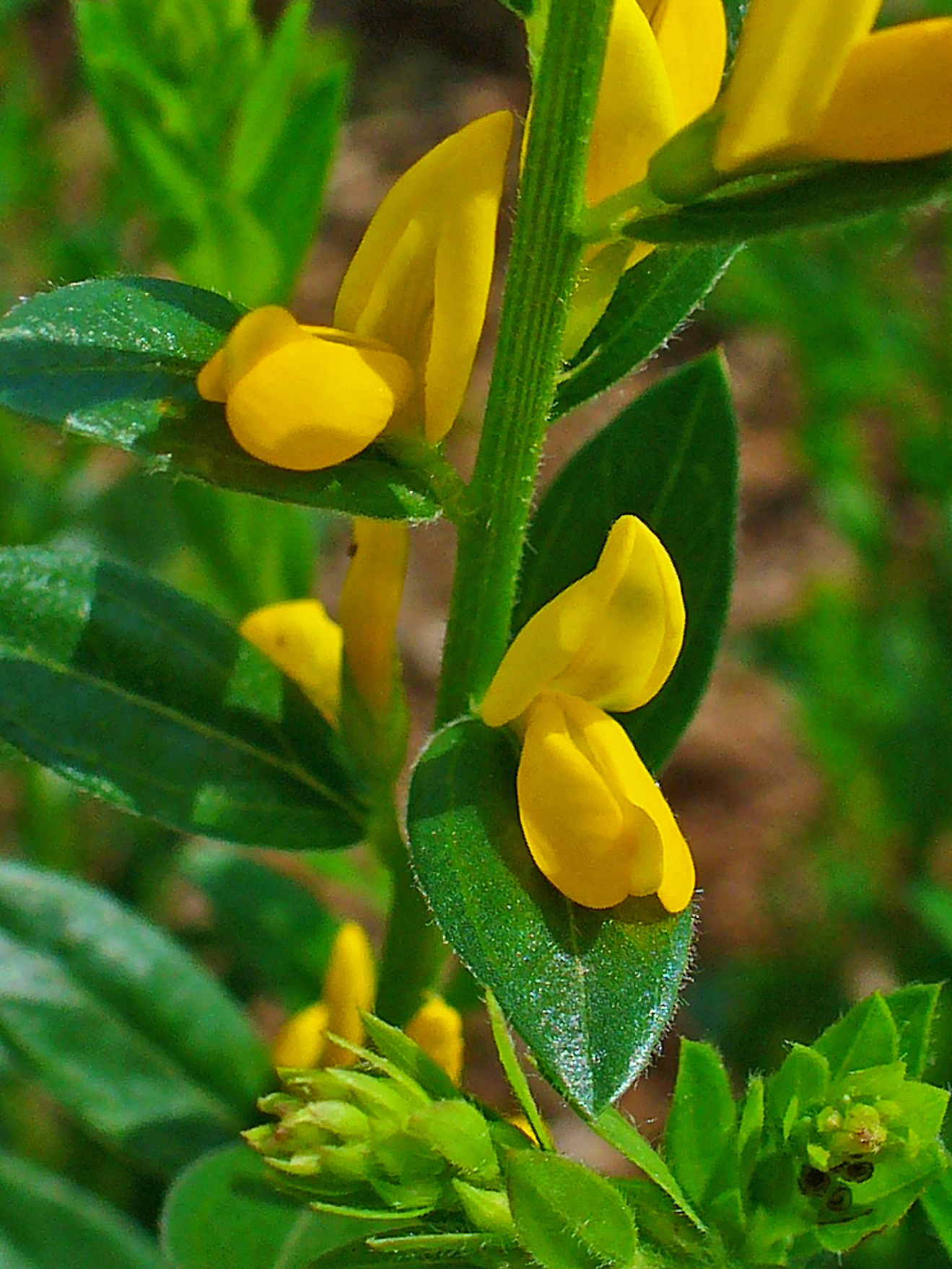
Detail květů kručinky barvířské (Genista tinctoria)

Kručinka (Genista) je rod rostlin patřící do čeledi bobovité (Fabaceae). Kručinky jsou polokeře a keře obvykle s jednoduchými listy a žlutými květy, někdy trnité. Vyskytují se v počtu asi 100 druhů zejména ve Středomoří. V České republice jsou rozšířeny druhy kručinka barvířská a kručinka německá, na jižní Moravě i kručinka chlupatá, a je zavlékána či zplaňuje kručinka křídlatá. Některé druhy jsou pěstovány jako okrasné dřeviny a skalničky, kručinka barvířská se v minulosti používala k barvení látek na žluto.
Zajímavostí je, že jméno anglické královské dynastie Plantaženetů pochází právě z francouzského překladu "rostlina kručinka" - "planta genet", jejíž snítku zakladatel dynastie Geoffroye z Anjou nosil na přilbici jako svůj znak.

## Popis
Kručinky jsou opadavé nebo řidčeji poloopadavé keře a polokeře, výjimečně až nevelké stromy (Genista aetnensis). Některé druhy jsou trnité. Listy jsou střídavé, jednolisté nebo výjimečně trojčetné (např. u kručinky paprsčité), s vytrvalými nebo opadavými palisty, které u některých druhů trnovatějí. Květy jsou motýlovité, krátce stopkaté, nejčastěji žluté, v hroznech na koncích letorostů nebo po 1 až 3 na stranách loňských větví. Kalich je asi do poloviny rozdělený na 2 pysky, horní pysk má 2 velké zuby, spodní je trojzubý. Pavéza bývá vejčitá, křídla podlouhlá, člunek rovný, delší než křídla a na konci tupý. Tyčinek je 10 a jsou jednobratré. Semeník je podlouhlý, s dlouhou zakřivenou čnělkou. Lusky jsou podlouhlé, pukají 2 chlopněmi a obsahují zpravidla 2 až 10 semen.

## Rozšíření
Rod kručinka zahrnuje asi 80 až 125 druhů. Je rozšířen v Evropě, Africe, Malé Asii a na Sibiři. Některé druhy, např. kručinka barvířská, byly zavlečeny do Severní Ameriky. V České republice rostou jako původní 3 druhy kručinek. Poměrně běžná je kručinka barvířská (Genista tinctoria) a kručinka německá (Genista germanica), na jižní Moravě se vyskytuje kručinka chlupatá (Genista pilosa). Další druh, kručinka křídlatá (Genista sagittalis), je k nám zřídka zavlékán z jižní Evropy nebo zplaňuje z kultury.
Z celé Evropy je udáváno asi 60 druhů kručinek. Převážná většina z nich roste ve Středomoří, mnohé z nich jsou endemity nebo mají pouze lokální výskyt. Kručinky jsou vesměs teplomilné rostliny. V Alpách i Pyrenejích dosahují pouze do montánního stupně. Rozsáhlejší areál má mimo druhů vyskytujících se i v ČR v Evropě pouze kručinka anglická (Genista anglica), rozšířená v západní Evropě od Švédska na jih a v západním Středomoří.

## Taxonomie
Rodu Genista je blízce příbuzný rod Cytisus (čilimník, kručinkovec, janovec, čilimníkovec) a v minulosti docházelo k přesunům druhů mezi oběma rody. Kručinka křídlatá (Genista sagittalis) a některé další druhy byly v minulosti oddělovány do rodu kručinečka (Chamaespartium, Genistella). Kručince chlupaté (G. pilosa) je velmi podobný kručinkovec poléhavý (Cytisus procumbens, syn. Corothamnus procumbens), který se rovněž vyskytuje v České republice. Na rozdíl od kručinkovce má kručinka chlupatá kratší a tenčí větévky, hluboce dvoupyský kalich a chlupatou pavézu a křídla.

## Obsahové látky
Kručinky často obsahují chinolizidinové alkaloidy, zejména spartein, retamin, anagyrin, cytisin aj. Kručinka barvířská (Genista tinctoria) obsahuje žlutá barviva genistein a luteolin.

## Zástupci
- kručinka anglická (Genista anglica)
- kručinka barvířská (Genista tinctoria)
- kručinka chlupatá (Genista pilosa)
- kručinka křídlatá (Genista sagittalis), syn. kručinečka křídlatá (Chamaespartium sagittale, Genistella sagittata)
- kručinka lesní (Genista sylvestris)
- kručinka lydijská (Genista lydia)
- kručinka německá (Genista germanica)
- kručinka nišská (Genista nissana)
- kručinka paprsčitá (Genista radiata)
- kručinka španělská (Genista hispanica)

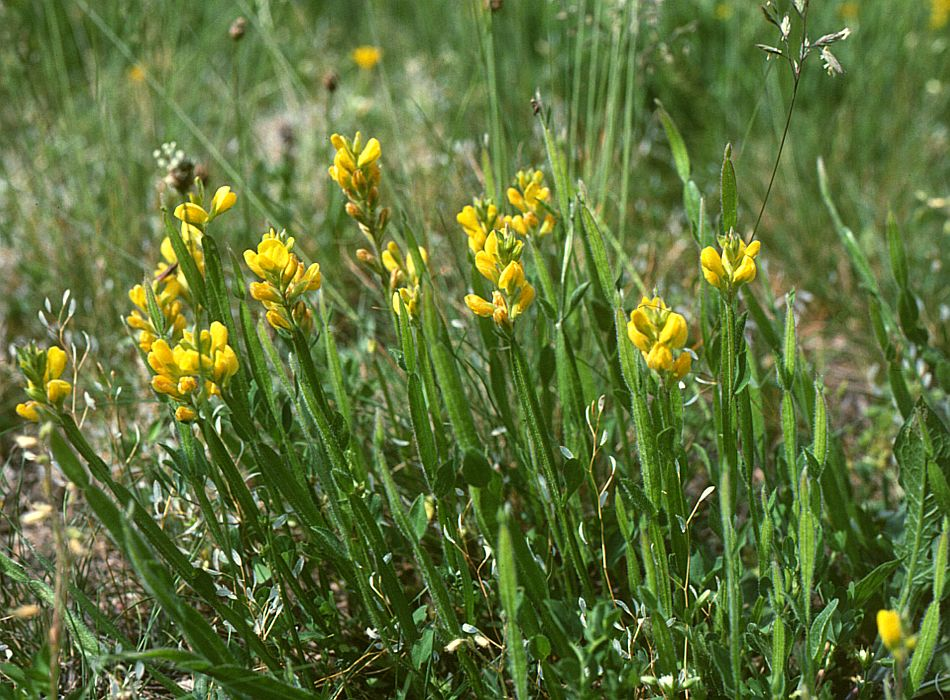
Kručinka křídlatá (Genista sagittalis)

- kručinka vejčitá (Genista ovata)

## Význam
Kručinka barvířská (Genista tinctoria) byla v minulosti používána k barvení lněných a vlněných látek na žluto.
Některé druhy kručinek se pěstují jako okrasné rostliny a skalničky. Jsou ceněny zejména pro bohaté kvetení, v zimě jsou pak nápadné zelenými větvičkami. Pro nízký kobercovitý vzrůst je na skalkách dosti často pěstována kručinka chlupatá, pro nápadné křídlaté stonky velmi zdobná kručinka křídlatá. Kručinka lydijská (Genista lydia) tvoří oblé kompaktní keře, v době květu zcela obsypané žlutými květy.

## Pěstování
Kručinky prospívají v chudé, suché, písčité nebo kamenité půdě a potřebují slunné stanoviště. Ve výživné, živinami bohaté půdě se jim nedaří. Některé druhy potřebují kyselou půdu bez vápníku. V zimě často namrzají. Kručinka anglická (Genista anglica) potřebuje rašelinnou vlhkou půdu.
Kručinky se nejlépe a nejsnadněji rozmnožují jarním výsevem. Semena je třeba před vysetím krátce spařit a nechat naklíčit. Možné je také řízkování. Nízké skalkové druhy se množí zelenými řízky na jaře, ostatní krátkými červnovými řízky odebíranými i s patkou.